# عين جاسر
عين جاسر بلدية ودائرة في ولاية باتنة بالجزائر.